# Sapphire (ort i Australien)
Sapphire är en ort i Australien. Den ligger i kommunen Central Highlands och delstaten Queensland, omkring 690 kilometer nordväst om delstatshuvudstaden Brisbane. Antalet invånare är 550.
Trakten runt Sapphire är nära nog obefolkad, med mindre än två invånare per kvadratkilometer.. Sapphire är det största samhället i trakten.
I omgivningarna runt Sapphire växer huvudsakligen savannskog.  Genomsnittlig årsnederbörd är 829 millimeter. Den regnigaste månaden är januari, med i genomsnitt 161 mm nederbörd, och den torraste är augusti, med 15 mm nederbörd.